# Olov Lekberg
Olov Lekberg, född 20 augusti 1918 i Karlskoga, död 5 februari 2002 i Södertälje, var en socialdemokratisk politiker. Han var ledare för socialdemokraterna i Stockholms läns landsting 1971-1985, sjukvårdslandstingsråd 1971-1973, oppositionslandstingsråd 1973-1982 och finanslandstingsråd 1983-1985.
När Lekberg valdes till Södertälje arbetarekommuns ordförande 1955 hamnade han i ett veritabelt getingbo. Dåvarande drätselkammarens ordförande G John Spjut var stark och levde sitt eget liv utanför partiet och i strid mot Metallarna och Kommunal, vilka i sin tur var oense med varandra. Lekberg ställde ett enda krav för att ta ordförandeposten: "Vi måste dra åt samma håll" och så blev det. Han blev med åren en betydande politiker, såväl i Södertälje som i Stockholms län. 1966 blev han ordförande i landstingsgruppen och tog bland annat initiativet till SL-kortet som skulle gälla för resor inom hela länet.
Lekberg bodde 1980 på Rådhusgatan 4A v 15132 Södertälje, samt vid sin död på Parkgatan 8-10/Mariekällgården 151 32 Södertälje.

## Karriär
- Ordförande Södertälje arbetarekommunen 1955-1963
- Vice ordförande i Skolstyrelsen 1958-1967
- Ledamot av stads- och kommunfullmäktige 1958-1985
- Drätselkammaren 1960-1970
- Ordförande för Drätselkammaren 1968-1970
- Ordförande Telgebostäder 1968-1983
- Ordförande Byggnadsnämnden 1968-1970
- Ordförande Länsbostadsnämnden 1965-1977
- Gruppledare i Landstinget 1966-1985
- Sjukvårdslandstingsråd 1970-1973
- Oppositionslandstingsråd 1974-1982
- Finanslandstingsråd 1982-1985
- Ledamot av Partistyrelsen 1964-1984.